# Traje de chiapaneca

El traje de chiapas es una indumentaria tradicional que tiene su origen en la ciudad de Chiapa de Corzo. Suele ser calificado como traje típico de Chiapas, a pesar de que en este estado mexicano existe una gran diversidad de vestidos tradicionales. El traje se compone de una blusa de satín con escote semicircular, lleva un vuelo de tul con flores bordadas en petatillo con hilos de seda y artisela de colores.  La falda también es de satín larga y muy amplia, incluso hoy es visto por el mundo de la moda como una pieza de talla internacional por su belleza y lucimiento.
El traje de chiapaneca, término que se acuña desde la época de la Conquista española, ha modificado su forma y color, iniciando en la década de los 40 en un solo tono, monocromático, para pasar a los diversos matices en los años 70. El traje en ese momento (1914 vestido más antiguo), consistía en un contado en blanco y negro y sin vuelo (petatillo con flores de colores), además de usar una enagua lisa sin olán (tira de petatillo que mide dos metros de largo y va debajo de la falda): era una costumbre que cada mujer hiciera su propia ropa, la mayoría de las mujeres sabía bordar.
Durante la Colonia (1522), la importación de materiales europeos fueron utilizados por las mujeres para adornar sus trajes: matizado (contado de color) y encaje español (vuelo): Era difícil que la chiapaneca comprara el encaje, por eso no tenía vuelo. El tul (tela de punto), fue el instrumento que las chiapanecas utilizaron para decorar su ropa: Se hacían unas flores muy chiquitas, de un centímetro, sin tener un patrón para bordar; pasan los años y se hace el modelo de la rosa. En la década de los 30 se hace la muestra con lo que se calca el dibujo y se hacen más grandes.
En tiempos contemporáneos, el traje de chiapaneca forma parte de la indumentaria folklórica de México, como atavío de danzantes de los bailes tradicionales del centro de Chiapas. Además, es uno de los elementos más distintivos de la Fiesta Grande de Chiapa de Corzo, donde las mujeres portan este traje y participan en los numerosos eventos de esta festividad al lado de los parachicos y los chuntá.

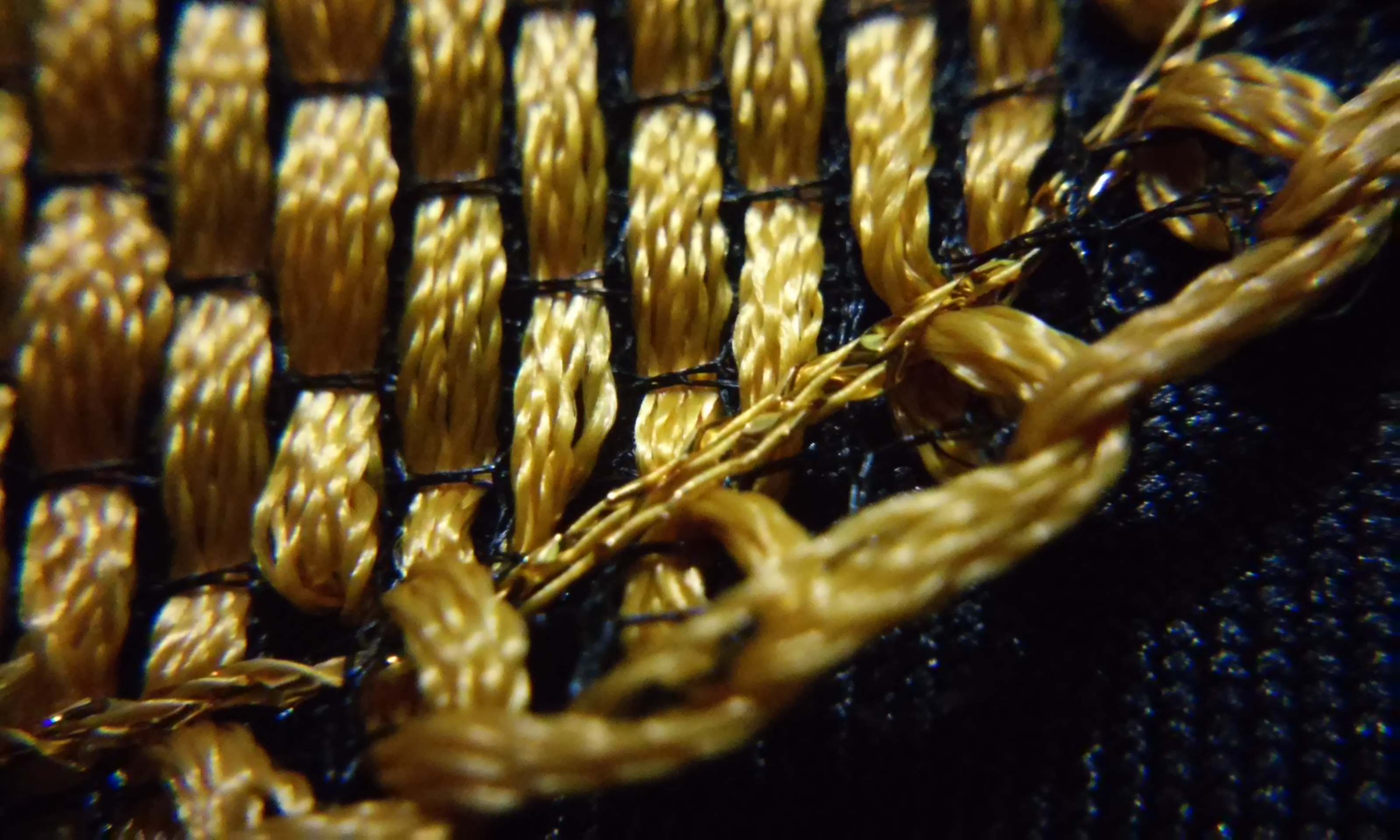
Detalle en la terminación del olán color dorado en petatillo.
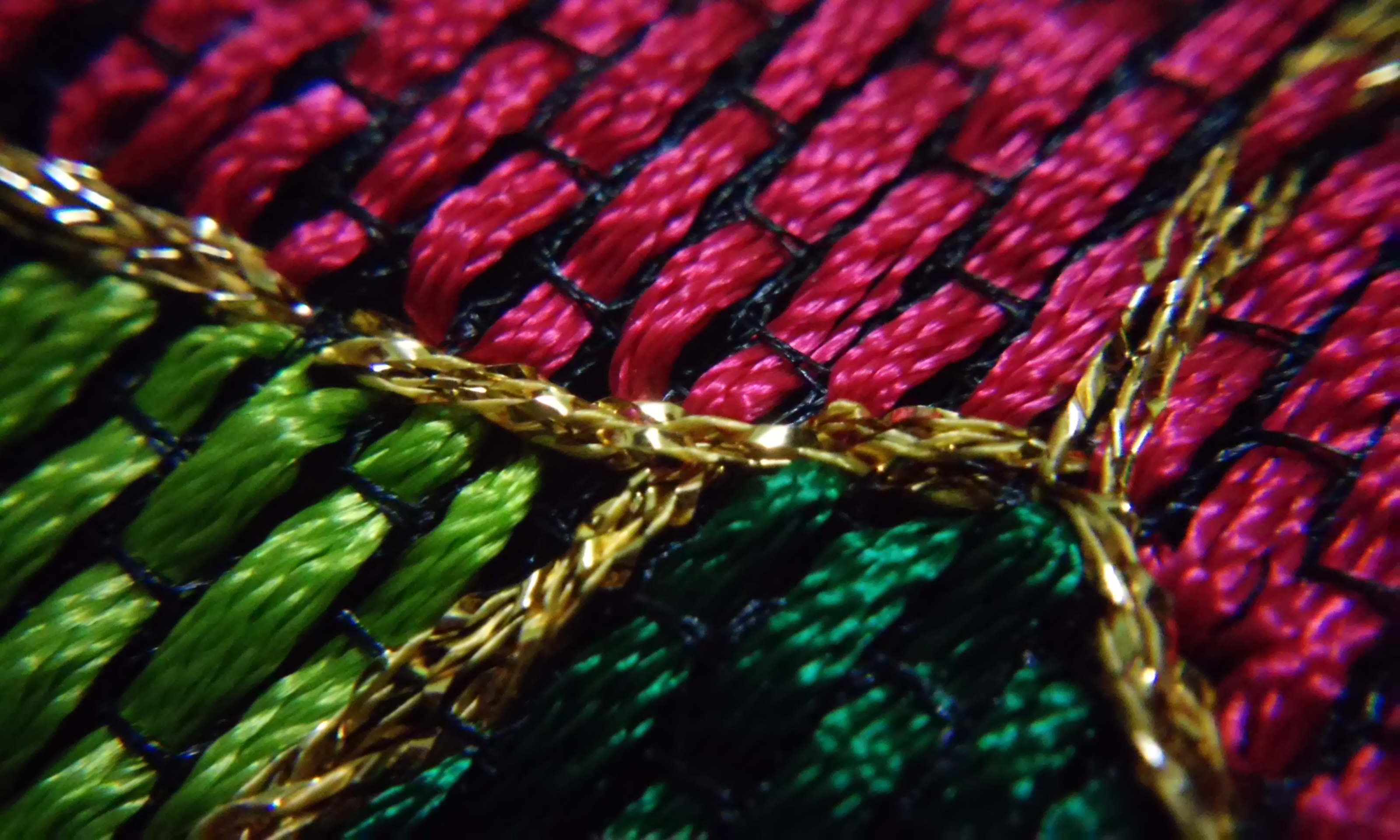
Bordado en petatillo hecho a mano.
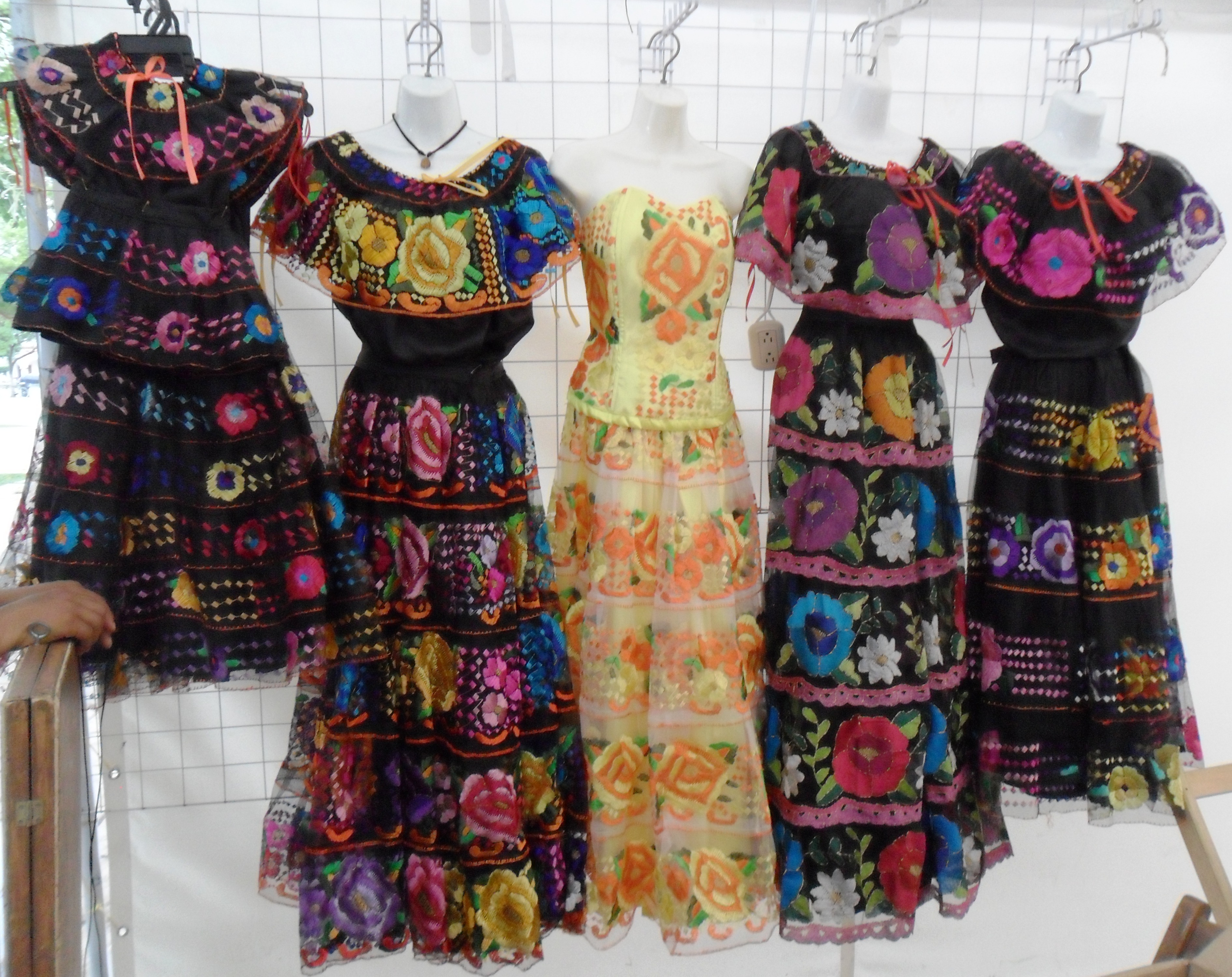
Trajes comerciales de Chiapaneca.
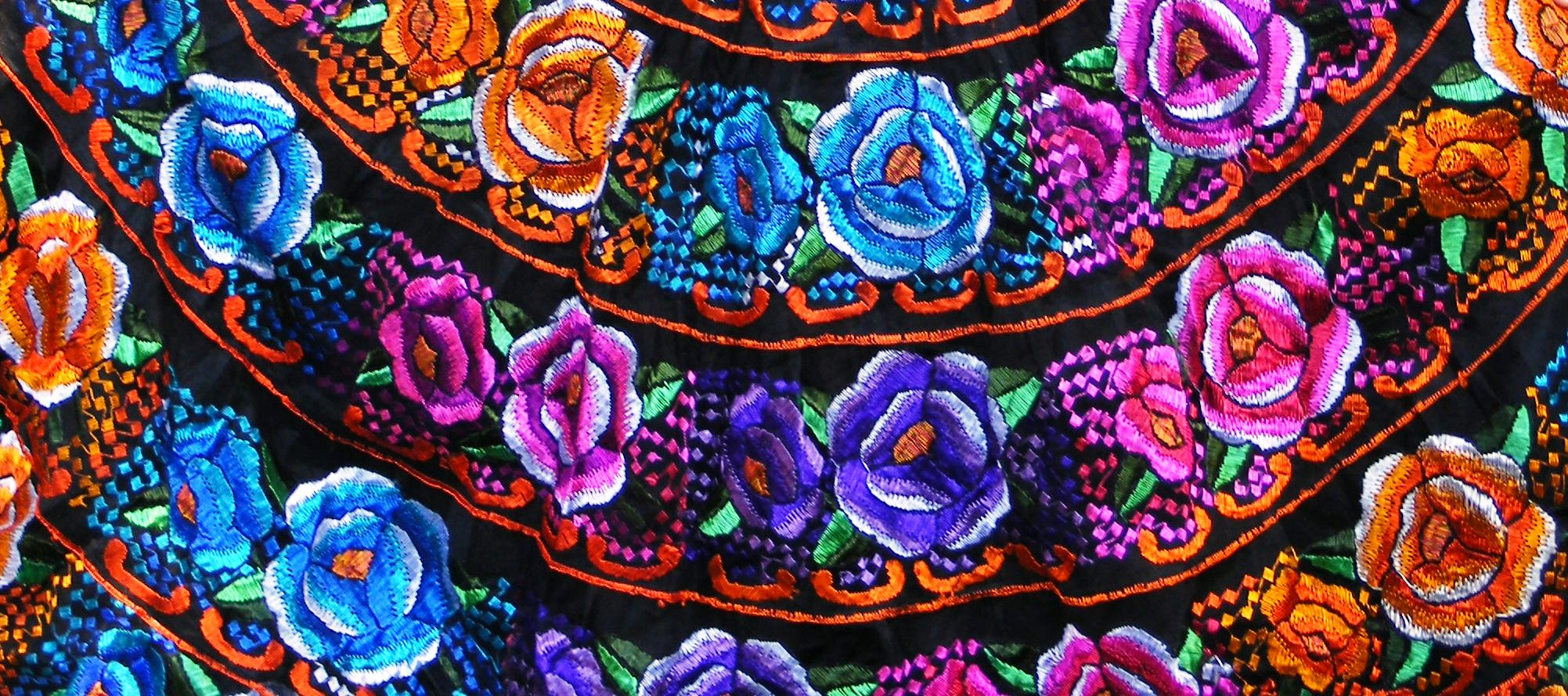
Vista del bordado.
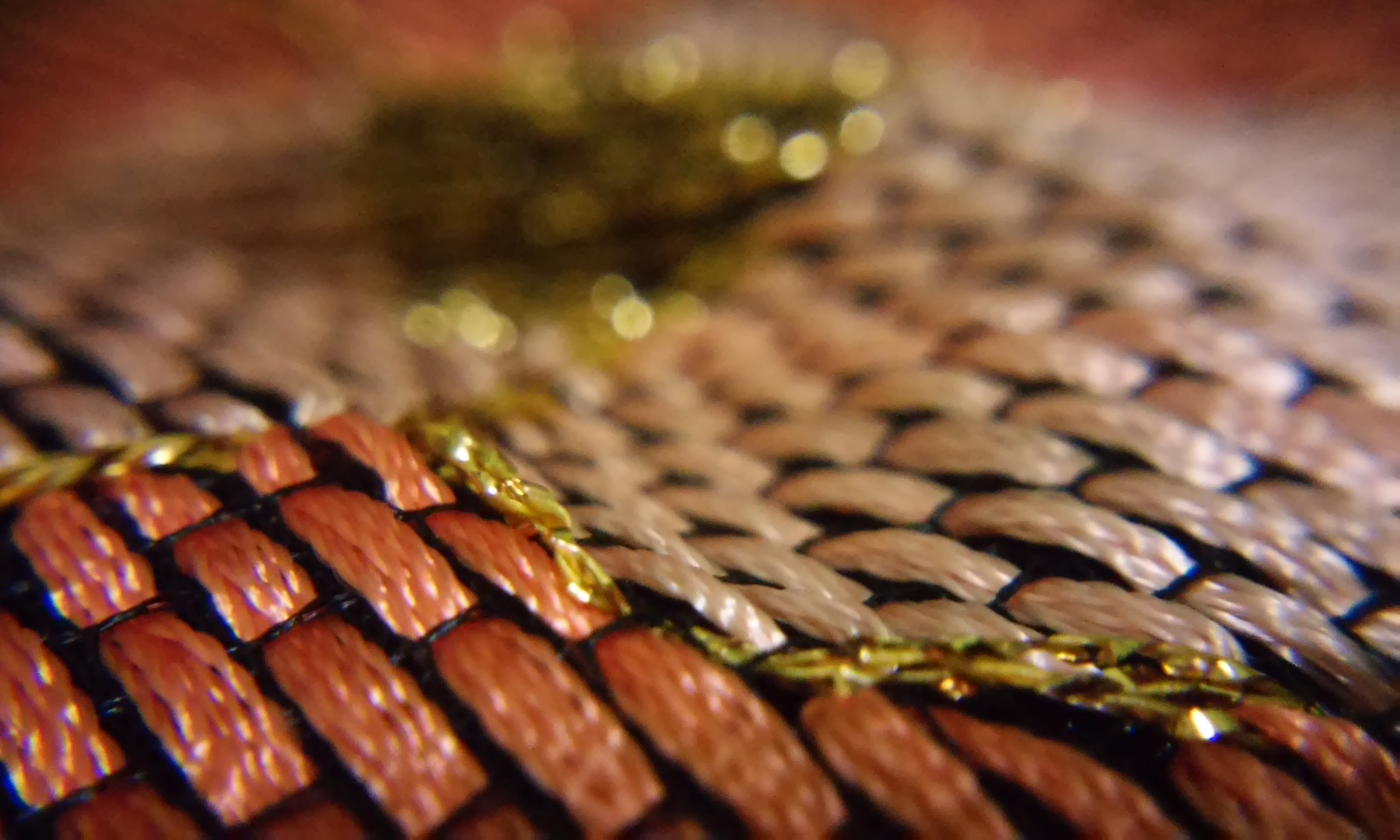
Detalle del bordado a mano.